# Agras (Zentralmakedonien)

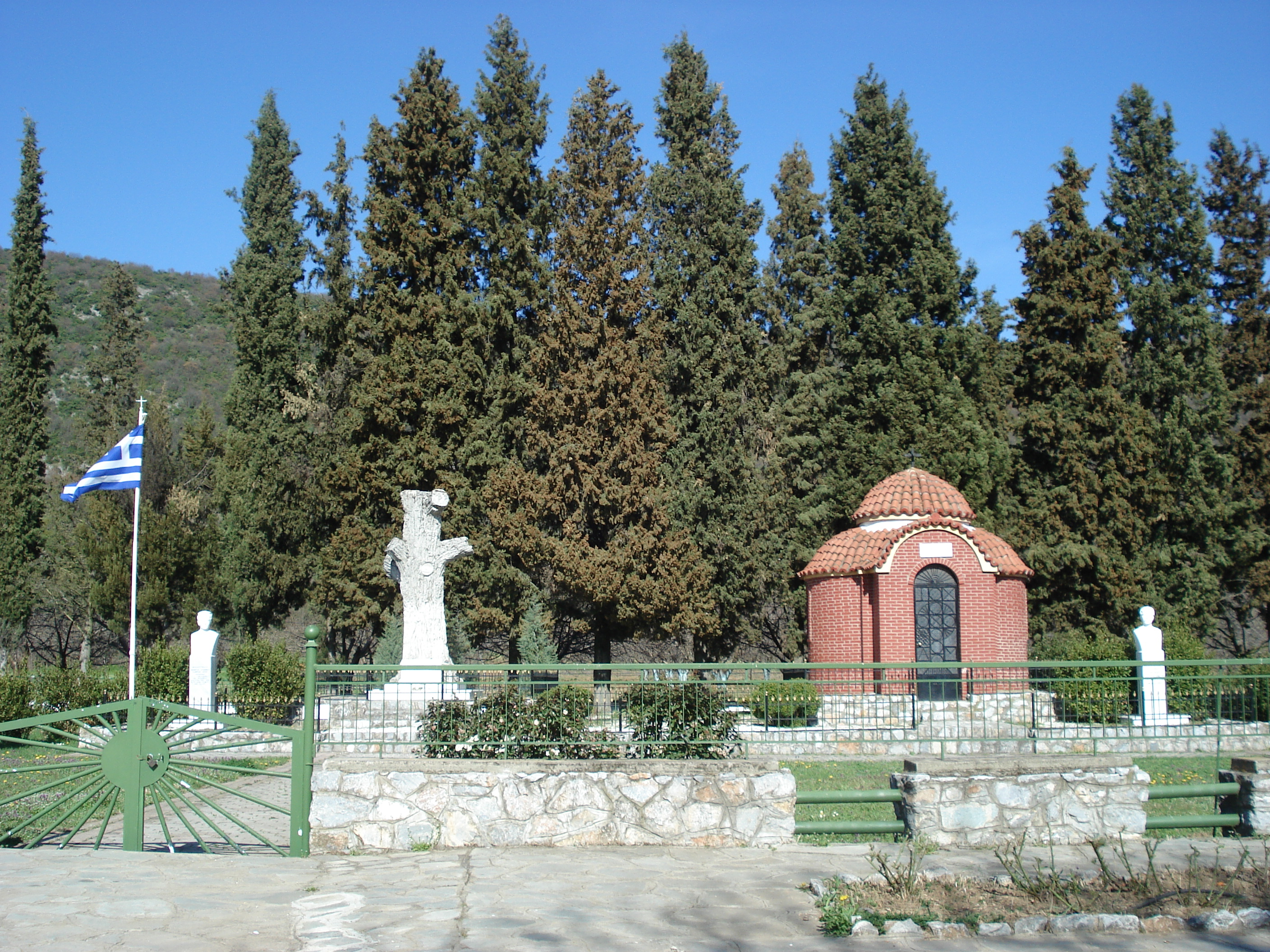
Denkmal für Tellos Agras und Antonios Mingas in Agras

Das Dorf Agras (griechisch Άγρας (m. sg.)) liegt im Westen der griechischen Region Zentralmakedonien etwa 4 km westlich vom Stadtzentrum Edessas, zu dessen Gemeinde es gehört.

## Geschichte
Westlich des Dorfes befinden sich die Ruinen von Filokastro (Φιλόκαστρο), einem römischen Wachposten an der Via Egnatia.
Das Dorf wurde 1926 von Vladovo (Βλάδοβο) nach Tellos Agras benannt.

## Wirtschaft
Seit 1956 betreibt der griechische Energieversorger DEI (ΔΕΗ) bei Agras ein Wasserkraftwerk.

## Verkehr
Der Bahnhof von Agras liegt an der Bahnstrecke Thessaloniki–Florina.